# Carlos Bolsonaro
Pour les articles homonymes, voir Bolsonaro.
Carlos Nantes Bolsonaro, né à Resende le 7 décembre 1982, est un homme politique brésilien. Conseiller municipal de la ville de Rio de Janeiro, il est le deuxième fils du président Jair Bolsonaro. Deux frères issus d’un premier mariage de son père avec Rogéria Nantes Nunes Braga sont également des personnages politiques : Flávio Bolsonaro, sénateur depuis le 1er janvier 2019 et Eduardo Bolsonaro, député fédéral pour l’État de São Paulo depuis le 1er janvier 2019.
Carlos Bolsonaro est diplômé en sciences aéronautiques par l’Université Estácio de Sá.

## Biographie
Sa carrière politique commence très tôt, à 17 ans. En octobre 2000, alors qu’il est encore mineur, il parvient à remporter un siège au Conseil municipal de la ville de Rio de Janeiro. Ceci ne fut possible que parce qu’il atteignait la majorité de 18 ans le 7 décembre, avant donc son entrée en fonction le 1er janvier 2001. Il sera par la suite systématiquement réélu et, en 2019, il en est à son cinquième mandat. Son résultat en 2018 a été le plus important de cette élection : 106 657 voix.
Dès qu’il a été élu pour la première fois, une revue, impressionnée par son jeune âge, lui demande un entretien, où il paraît naïf. Cela jette la lumière sur les rapports personnels au sein de la famille. On y apprend que son père voulait qu’il se présente aux élections car il « avait besoin de quelqu’un à Rio ». Le journaliste Luiz Edmundo Araújo souligne ainsi cette remarque : « Le fils devait assumer la place auparavant occupée par la mère, la conseillère municipale Rogéria Bolsonaro, élue en 1996 avec l’appui de celui qui était alors son mari. Il [Jair Bolsonaro] fut fortement contrarié lorsqu’elle cessa de le consulter pour voter tel ou tel projet. Le couple se sépara et, après de nombreuses disputes sur l’usage du nom, Rogéria se présenta [aux mêmes élections] sous l’étiquette du PMDB. Cependant, sans l’appui de l’ex-mari, elle ne réussit pas à être réélue. » Carlos Bolsonaro tire donc la leçon : « Je parlerai à mon père avant de prendre n’importe quelle décision importante. » Jair Bolsonaro qui se trouve à côte acquiesce : « Le gamin n’a pas encore d’expérience. Il peut être conduit à dire des bêtises. » Non seulement Carlos Bolsonaro fait toute sa carrière à l’ombre du père, mais aussi dans la plus absolue fidélité, au point que Jair Bolsonaro le surnomme « mon pitbull ».
Il coordonne en 2018 la campagne présidentielle de son père sur les réseaux sociaux, et tient également son agenda.
Sa fiche publique personnelle au Conseil municipal résume ses opinions : il prône une politique de contrôle de natalité, la réduction de la majorité pénale à 16 ans, la valorisation des salaires des membres de la police, en accord, dit-il, avec les combats de ses frères.
Ouvertement nostalgique de la dictature militaire, il affirme que : « Par la voie démocratique, la transformation voulue par le Brésil n'aura pas lieu à la vitesse que nous souhaitons. »
Le 13 février 2019, il crée une crise politique au gouvernement en traitant de menteur le Secrétaire général à la Présidence de la République, Gustavo Bebianno dans un tweet que son père a partagé, le poussant à la démission. Il obtient aussi l'éviction du général Carlos Alberto dos Santos Cruz, secrétaire du gouvernement, à la suite d’une violente campagne lancée contre lui sur les réseaux sociaux.
Carlos Bolsonaro et son frère Eduardo seraient les coordinateurs d’un vaste système de production de fake news reposant sur des millions de robots. Il diffuse des attaques racistes, sexistes, ou encore de fausses accusations de corruption contre des adversaires politiques.
Il adhère en 2020, tout comme son frère Flavio et sa mère Rogéria Braga, au Parti républicain brésilien (PRB), souvent considéré comme l’émanation politique de l'Église universelle du royaume de Dieu.